# UCI Europe Tour 2018
Navigation
Édition précédente Édition suivante
L'UCI Europe Tour 2018 est la quatorzième édition de l'UCI Europe Tour, l'un des cinq circuits continentaux de cyclisme de l'Union cycliste internationale. Il est composé d'environ 275 compétitions organisées du 25 janvier au 14 octobre 2018 en Europe.

## Équipes
Les équipes qui peuvent participer aux différentes courses dépendent de la catégorie de l'épreuve. Par exemple, les UCI WorldTeams ne peuvent participer qu'aux courses .HC et .1 et leur nombre par épreuves est limité.
| Catégorie               | Catégorie                  | Équipes |
| ----------------------- | -------------------------- | --- |
| .HC                     | 1.HC (Course d'un jour)    | * WorldTeam (max 65%) * Continentales professionnelles * Continentales * Sélections nationales              |
| .HC                     | 2.HC (Course par étapes)   | * WorldTeam (max 65%) * Continentales professionnelles * Continentales * Sélections nationales              |
| .1                      | 1.1 (Course d'un jour)     | * WorldTeam (max 50%) * Continentales professionnelles * Continentales * Sélections nationales              |
| .1                      | 2.1 (Course par étapes)    | * WorldTeam (max 50%) * Continentales professionnelles * Continentales * Sélections nationales              |
| .2                      | 1.2 (Course d'un jour)     | * Continentales professionnelles * Continentales * Sélections nationales * Sélections régionales * Amateurs |
| .2                      | 2.2 (Course par étapes)    | * Continentales professionnelles * Continentales * Sélections nationales * Sélections régionales * Amateurs |
| .Ncup (moins de 23 ans) | 1.Ncup (Course d'un jour)  | * Sélections nationales * Sélections mixtes * Sélections régionales                                         |
| .Ncup (moins de 23 ans) | 2.Ncup (Course par étapes) | * Sélections nationales * Sélections mixtes * Sélections régionales                                         |

## Courses
Cette édition comprend 37 courses en hors catégorie (.HC), 98 courses de niveau 1 (.1) et le reste des courses étant du dernier niveau (.2). En outre, les championnats continentaux et nationaux sont également inscrits au calendrier.

## Calendrier des épreuves

### Janvier
| Date | Course                                      | Pays    | Classe | Vainqueur          | Équipe           |
| ---- | ------------------------------------------- | ------- | ------ | ------------------ | ---------------- |
| 25   | Trofeo Porreres-Felanitx-Ses Salines-Campos | Espagne | 1.1    | John Degenkolb     | Trek-Segafredo   |
| 26   | Trofeo Serra de Tramontana                  | Espagne | 1.1    | Tim Wellens        | Lotto-Soudal     |
| 27   | Trofeo Lloseta-Andratx                      | Espagne | 1.1    | Toms Skujiņš       | Trek-Segafredo   |
| 28   | Trofeo Palma                                | Espagne | 1.1    | John Degenkolb     | Trek-Segafredo   |
| 28   | Grand Prix d'ouverture La Marseillaise      | France  | 1.1    | Alexandre Geniez   | AG2R La Mondiale |
| 31-4 | Étoile de Bessèges                          | France  | 2.1    | Tony Gallopin      | AG2R La Mondiale |
| 31-4 | Tour de la Communauté valencienne           | Espagne | 2.1    | Alejandro Valverde | Movistar         |

### Février
| Date  | Course                  | Pays     | Classe | Vainqueur          | Équipe                 |
| ----- | ----------------------- | -------- | ------ | ------------------ | ---------------------- |
| 8-11  | Tour La Provence        | France   | 2.1    | Alexandre Geniez   | AG2R La Mondiale       |
| 10    | Tour de Murcie          | Espagne  | 1.1    | Luis León Sánchez  | Astana                 |
| 11    | Clásica de Almería      | Espagne  | 1.HC   | Caleb Ewan         | Mitchelton-Scott       |
| 11    | Trofeo Laigueglia       | Italie   | 1.HC   | Moreno Moser       | Italie                 |
| 14-18 | Tour de l'Algarve       | Portugal | 2.HC   | Michał Kwiatkowski | Sky                    |
| 14-18 | Tour d'Andalousie       | Espagne  | 2.HC   | Tim Wellens        | Lotto-Soudal           |
| 17-18 | Tour du Haut-Var        | France   | 2.1    | Jonathan Hivert    | Direct Énergie         |
| 18    | Grand Prix Alanya       | Turquie  | 1.2    | Kirill Pozdnyakov  | Synergy Baku Project   |
| 18    | Grand Prix Laguna       | Croatie  | 1.2    | Paolo Totò         | Sangemini-MG.Kvis-Vega |
| 22-25 | Tour d'Antalya          | Turquie  | 2.2    | Artem Ovechkin     | Marathon-Tula          |
| 24    | Classic Sud Ardèche     | France   | 1.1    | Romain Bardet      | AG2R La Mondiale       |
| 25    | Kuurne-Bruxelles-Kuurne | Belgique | 1.HC   | Dylan Groenewegen  | Lotto NL-Jumbo         |
| 25    | Drôme Classic           | France   | 1.1    | Lilian Calmejane   | Direct Énergie         |
| 25    | Grand Prix Izola        | Slovénie | 1.2    | Dušan Rajović      | Adria Mobil            |
| 27    | Le Samyn                | Belgique | 1.1    | Niki Terpstra      | Quick-Step Floors      |
| 28    | Umag Trophy             | Croatie  | 1.2    | Krister Hagen      | Coop                   |

### Mars
| Date  | Course                                                   | Pays      | Classe | Vainqueur          | Équipe                       |
| ----- | -------------------------------------------------------- | --------- | ------ | ------------------ | ---------------------------- |
| 2-5   | Tour of Mediterrennean                                   | Turquie   | 2.2    | Onur Balkan        | Torku Şekerspor              |
| 3     | Poreč Trophy                                             | Croatie   | 1.2    | Emīls Liepiņš      | ONE                          |
| 4     | Grand Prix de Lillers-Souvenir Bruno Comini              | France    | 1.2    | Jérémy Lecroq      | Vital Concept                |
| 4     | GP Industria & Artigianato                               | Italie    | 1.HC   | Matej Mohorič      | Bahrain-Merida               |
| 4     | À travers la Flandre-Occidentale-Johan Museeuw Classique | Belgique  | 1.1    | Rémi Cavagna       | Quick-Step Floors            |
| 4     | Grand Prix International de Rhodes                       | Grèce     | 1.2    | Matteo Moschetti   | Polartec-Kometa              |
| 8-11  | Istarsko Proljece-Istrian Spring Trophy                  | Croatie   | 2.2    | Krister Hagen      | Coop                         |
| 9-11  | International Tour of Rhodes                             | Grèce     | 2.2    | Mirco Maestri      | Bardiani CSF                 |
| 11    | Paris-Troyes                                             | France    | 1.2    | Adrien Petit       | Direct Énergie               |
| 11    | Grand Prix Side                                          | Turquie   | 1.2    | Stepan Astafyev    | Vino-Astana Motors           |
| 11    | Tour de Drenthe                                          | Pays-Bas  | 1.HC   | František Sisr     | CCC Sprandi Polkowice        |
| 11    | Dorpenomloop Rucphen                                     | Pays-Bas  | 1.2    | Mikkel Bjerg       | Hagens Berman-Axeon          |
| 11    | Classica da Arrabida-Cyclin'Portugal                     | Portugal  | 1.2    | Dmitri Strakhov    | Lokosphinx                   |
| 14    | Nokere Koerse                                            | Belgique  | 1.HC   | Fabio Jakobsen     | Quick-Step Floors            |
| 14-18 | Tour de l'Alentejo                                       | Portugal  | 2.2    | Luís Mendonça      | Aviludo-Louletano            |
| 16    | Handzame Classic                                         | Belgique  | 1.HC   | Álvaro Hodeg       | Quick-Step Floors            |
| 18    | La Popolarissima                                         | Italie    | 1.2    | Giovanni Lonardi   | Zalf Euromobil Désirée Fior  |
| 18    | Grand Prix de Denain                                     | France    | 1.HC   | Kenny Dehaes       | WB-Aqua Protect-Veranclassic |
| 19-25 | Tour de Normandie                                        | France    | 2.2    | Thomas Stewart     | JLT Condor                   |
| 21    | Trois Jours de Bruges-La Panne                           | Belgique  | 1.HC   | Elia Viviani       | Quick-Step Floors            |
| 22-25 | Semaine internationale Coppi et Bartali                  | Italie    | 2.1    | Diego Rosa         | Team Sky                     |
| 22-25 | Tour de Cartier                                          | Turquie   | 2.2    | Cristian Raileanu  | Torku Şekerspor              |
| 24    | Classic Loire-Atlantique                                 | France    | 1.1    | Rasmus Quaade      | BHS-Almeborg Bornholm        |
| 25    | Classica Aldeias do Xisto                                | Portugal  | 1.2    | Daniel Mestre      | Efapel                       |
| 25    | Cholet-Pays de la Loire                                  | France    | 1.1    | Thomas Boudat      | Direct Énergie               |
| 29-30 | Tour of Fatih Sultan Mehmet                              | Turquie   | 2.2    | Galym Akhmetov     | Astana City                  |
| 30    | Route Adélie de Vitré                                    | France    | 1.1    | Silvan Dillier     | AG2R La Mondiale             |
| 31    | Grand Prix Miguel Indurain                               | Espagne   | 1.1    | Alejandro Valverde | Movistar                     |
| 31    | Visegrad 4 Bicycle Race-GP Slovakia                      | Slovaquie | 1.2    | Maciej Paterski    | CCC Sprandi Polkowice        |
| 31    | Volta Limburg Classic                                    | Pays-Bas  | 1.1    | Jan Tratnik        | CCC Sprandi Polkowice        |
| 31-2  | Le Triptyque des Monts et Châteaux                       | Belgique  | 2.2    | Jasper Philipsen   | Hagens Berman-Axeon          |

### Avril
| Date  | Course                                              | Pays               | Classe | Vainqueur              | Équipe                             |
| ----- | --------------------------------------------------- | ------------------ | ------ | ---------------------- | ---------------------------------- |
| 1     | La Roue tourangelle                                 | France             | 1.1    | Marc Sarreau           | Groupama-FDJ                       |
| 1     | GP Adria Mobil                                      | Slovénie           | 1.2    | Filippo Fortin         | Tirol                              |
| 1     | Trofeo Piva                                         | Italie             | 1.2U   | Paolo Baccio           | Mastromarco FC Nibali Sensi Cipros |
| 2     | Giro del Belvedere                                  | Italie             | 1.2U   | Robert Stannard        | Mitchelton-BikeExchange            |
| 3-6   | Circuit de la Sarthe-Pays de la Loire               | France             | 2.1    | Guillaume Martin       | Wanty-Groupe Gobert                |
| 3     | G.P. Palio del Recioto                              | Italie             | 1.2U   | Stefan de Bod          | Dimension Data-Qhubeka             |
| 4     | Scheldeprijs-GP de l'Escaut                         | Belgique           | 1.HC   | Fabio Jakobsen         | Quick-Step Floors                  |
| 6-8   | Circuit des Ardennes International                  | France             | 2.2    | Anthony Maldonado      | Saint Michel-Auber 93              |
| 7     | Trofeo Edil C                                       | Italie             | 1.2U   | Alessandro Fedeli      | Trevigiani-Phonix-Hemus 1896       |
| 8     | Klasika Primavera de Amorebieta                     | Espagne            | 1.1    | Andrey Amador          | Movistar                           |
| 10    | Paris-Camembert                                     | France             | 1.1    | Lilian Calmejane       | Direct Énergie                     |
| 11-15 | Tour du Loir-et-Cher                                | France             | 2.2    | Asbjørn Kragh Andersen | Virtu Cycling                      |
| 11    | Flèche brabançonne                                  | Belgique           | 1.HC   | Tim Wellens            | Lotto-Soudal                       |
| 13-15 | GP Beiras e Serra da Estrela                        | Portugal           | 2.1    | Dmitri Strakhov        | Lokosphinx                         |
| 14    | Tour du Finistère                                   | France             | 1.1    | Jonathan Hivert        | Direct Énergie                     |
| 14    | Liège-Bastogne-Liège espoirs                        | Belgique           | 1.2U   | João Almeida           | Hagens Berman-Axeon                |
| 15    | Tro Bro Leon                                        | France             | 1.1    | Christophe Laporte     | Codifis                            |
| 16-20 | Tour des Alpes                                      | Italie             | 2.HC   | Thibaut Pinot          | Groupama-FDJ                       |
| 17-22 | Tour de Croatie                                     | Croatie            | 2.HC   | Kanstantsin Siutsou    | Bahrain-Merida                     |
| 19-22 | Tour de Mersin                                      | Turquie            | 2.2    | Eduard Vorganov        | Minsk CC                           |
| 20-22 | Tour de Castille-et-León                            | Espagne            | 2.1    | Rubén Plaza            | Israel Cycling Academy             |
| 21    | Visegrad 4 Bicycle Race-GP Czech Republic           | Tchéquie           | 1.2    | Alois Kaňkovský        | Elkov-Author                       |
| 21    | Arno Wallaard Memorial                              | Pays-Bas           | 1.2    | Joshua Huppertz        | Lotto-Kern-Haus                    |
| 21-22 | Tour du Jura                                        | France             | 2.2    | Carl Fredrik Hagen     | Joker Icopal                       |
| 22    | Tour des Apennins                                   | Italie             | 1.1    | Giulio Ciccone         | Bardiani CSF                       |
| 22    | Visegrad 4 Bicycle Race-Grand Prix Poland           | Pologne            | 1.2    | Maciej Paterski        | Wibatech 7R Fuji                   |
| 22    | Tr. Città di S. vendemiano-GP Industria & Commercio | Italie             | 1.2U   | Alberto Dainese        | Zalf Euromobil Désirée Fior        |
| 22    | Rutland-Melton Cicle Classic                        | Royaume-Uni        | 1.2    | Gabriel Cullaigh       | Wiggins                            |
| 25-1  | Tour de Bretagne                                    | France             | 2.2    | Fabien Schmidt         | Côtes d'Armor-Marie Morin          |
| 27-29 | Tour des Asturies                                   | Espagne            | 2.1    | Richard Carapaz        | Movistar                           |
| 27-1  | Toscana Terra di Ciclismo Eroica                    | Italie             | 2.2U   | Andrea Bagioli         | Colpack                            |
| 28    | Himmerland Rundt                                    | Danemark           | 1.2    | André Looij            | Monkey Town Continental            |
| 28-29 | Belgrade-Banja Luka                                 | Bosnie-Herzégovine | 2.1    | Gašper Katrašnik       | Adria Mobil                        |
| 28    | PWZ Zuidenveld Tour                                 | Pays-Bas           | 1.2    | Stef Krul              | Metec-TKH-Mantel                   |
| 29-3  | Carpathian Couriers Race                            | Pologne            | 2.2U   | Filip Maciejuk         | Leopard                            |
| 29    | Skive-Løbet                                         | Danemark           | 1.2    | Rasmus Bøgh Wallin     | ColoQuick                          |
| 29    | Paris-Mantes-en-Yvelines                            | France             | 1.2    | Gianni Marchand        | Cibel-Cebon                        |

### Mai
| Date  | Course                                                   | Pays        | Classe | Vainqueur            | Équipe                           |
| ----- | -------------------------------------------------------- | ----------- | ------ | -------------------- | -------------------------------- |
| 1     | Eschborn-Frankfurt                                       | Allemagne   | 1.2U   | Niklas Larsen        | Virtu Cycling                    |
| 1     | Memoriał Andrzeja Trochanowskiego                        | Pologne     | 1.2    | Alois Kaňkovský      | Elkov-Author                     |
| 2     | Memoriał Romana Siemińskiego                             | Pologne     | 1.2    | Alois Kaňkovský      | Elkov-Author                     |
| 2-6   | Five Rings of Moscow                                     | Russie      | 2.2    | Andrey Prostokishin  | Marathon-Tula                    |
| 3-6   | Tour de Yorkshire                                        | Royaume-Uni | 2.1    | Greg Van Avermaet    | BMC Racing                       |
| 3-6   | Tour de Mésopotamie                                      | Turquie     | 2.2    | Nazim Bakırcı        | Torku Şekerspor                  |
| 3-6   | Rhône-Alpes Isère Tour                                   | France      | 2.2    | Stephan Rabitsch     | Felbermayr Simplon Wels          |
| 4-6   | Tour de la communauté de Madrid                          | Espagne     | 2.1    | Edgar Pinto          | Vito-Feirense-BlackJack          |
| 5     | Sundvolden GP                                            | Norvège     | 1.2    | Alexander Kamp       | Virtu Cycling                    |
| 6     | Ringerike GP                                             | Norvège     | 1.2    | Syver Wærsted        | Uno-X Norwegian Development Team |
| 6     | Flèche ardennaise                                        | Belgique    | 1.2    | Cees Bol             | SEG Racing Academy               |
| 6     | Circuito del Porto-Trofeo Arvedi                         | Italie      | 1.2    | Giovanni Lonardi     | Zalf Euromobil Désirée Fior      |
| 8-13  | Quatre Jours de Dunkerque                                | France      | 2.HC   | Dimitri Claeys       | Cofidis                          |
| 9-13  | Flèche du Sud                                            | Luxembourg  | 2.2    | Gianni Marchand      | Cibel-Cebon                      |
| 11-13 | Tour d'Aragon                                            | Espagne     | 2.1    | Javier Moreno        | Delko-Marseille Provence-KTM     |
| 11-13 | CCC Tour-Grody Piastowskie                               | Pologne     | 2.2    | Łukasz Owsian        | CCC Sprandi Polkowice            |
| 12    | Tour d'Overijssel                                        | Pays-Bas    | 1.2    | Piotr Havik          | BEAT Cycling Club                |
| 12    | Scandinavian Race Uppsala                                | Suède       | 1.2    | Trond Trondsen       | Coop                             |
| 12    | Visegrad 4 Kerekparverseny - GP Hungary                  | Hongrie     | 1.2    | František Sisr       | CCC Sprandi Polkowice            |
| 13    | Tour de Hollande-Septentrionale                          | Pays-Bas    | 1.2    | Julius van den Berg  | SEG Racing Academy               |
| 13    | Gran Premio Industrie del Marmo                          | Italie      | 1.2U   | Gregorio Ferri       | Zalf Euromobil Désirée Fior      |
| 13    | Grand Prix Criquielion                                   | Belgique    | 1.2    | Lionel Taminiaux     | AGO-Aqua Service                 |
| 15-20 | Bałtyk-Karkonosze Tour                                   | Pologne     | 2.2    | Philipp Walsleben    | P&S Team Thüringen               |
| 16-20 | Tour de Norvège                                          | Norvège     | 2.HC   | Eduard Prades        | Euskadi Basque Country-Murias    |
| 17-20 | Ronde de l'Isard                                         | France      | 2.2U   | Stephen Williams     | SEG Racing Academy               |
| 18-20 | Tour de l'Ain                                            | France      | 2.1    | Arthur Vichot        | Groupama-FDJ                     |
| 18-20 | A Travers Les Hauts de France - Trophée Paris-Arras Tour | France      | 2.2    | Stephan Rabitsch     | Felbermayr Simplon Wels          |
| 19-23 | Tour d'Albanie                                           | Albanie     | 2.2    | Michele Gazzara      | Sangemini-MG.Kvis-Vega           |
| 20    | Grand Prix Marcel Kint                                   | Belgique    | 1.1    | Nacer Bouhanni       | Cofidis                          |
| 20-27 | Rás Tailteann                                            | Irlande     | 2.2    | Luuc Bugter          | Delta Cycling Rotterdam          |
| 22-24 | Tour des Fjords                                          | Norvège     | 2.HC   | Michael Albasini     | Mitchelton-Scott                 |
| 23-27 | Baloise Belgium Tour                                     | Belgique    | 2.HC   | Jens Keukeleire      | Lotto-Soudal                     |
| 24-26 | Grand Prix cycliste de Gemenc                            | Hongrie     | 2.2    | Rok Korošec          | MyBike-Stevens                   |
| 25-27 | Hammer Stavanger                                         | Norvège     | 2.1    | Mitchelton-Scott     | Mitchelton-Scott                 |
| 25-26 | Tour d'Estonie                                           | Estonie     | 2.1    | Grzegorz Stępniak    | Wibatech 7R Fuji                 |
| 26    | Grand Prix de Plumelec-Morbihan                          | France      | 1.1    | Andrea Pasqualon     | Wanty-Groupe Gobert              |
| 27    | Boucles de l'Aulne-Châteaulin                            | France      | 1.1    | Kévin Le Cunff       | Saint Michel-Auber 93            |
| 27    | Circuit de Wallonie                                      | Belgique    | 1.2    | Mikkel Honoré        | Virtu Cycling                    |
| 27    | Paris-Roubaix Espoirs                                    | France      | 1.2U   | Stan Dewulf          | Belgique                         |
| 30-3  | Skoda-Tour de Luxembourg                                 | Luxembourg  | 2.HC   | Andrea Pasqualon     | Wanty-Groupe Gobert              |
| 31-3  | Szlakiem Walk Majora Hubala                              | Pologne     | 2.1    | Mateusz Taciak       | CCC Sprandi Polkowice            |
| 31-3  | Boucles de la Mayenne                                    | France      | 2.1    | Mathieu van der Poel | Corendon-Circus                  |

### Juin
| Date  | Course                                       | Pays      | Classe | Vainqueur             | Équipe                       |
| ----- | -------------------------------------------- | --------- | ------ | --------------------- | ---------------------------- |
| 1-3   | Hammer Sportzone Limburg                     | Pays-Bas  | 2.1    | Quick-Step Floors     | Quick-Step Floors            |
| 1-3   | Tour de Bihor                                | Roumanie  | 2.2    | Iván Sosa             | Androni Giocattoli-Sidermec  |
| 1     | Horizon Park Race for Peace                  | Ukraine   | 1.2    | Frederik Muff         | Aura Energi-ck Aarhus        |
| 2     | Heistse Pijl                                 | Belgique  | 1.1    | Emīls Liepiņš         | ONE                          |
| 2     | Trofeo Alcide Degasperi                      | Italie    | 1.2    | Simone Ravanelli      | Biesse Carrera Gavardo       |
| 2     | Horizon Park Race Maidan                     | Ukraine   | 1.2    | Branislau Samoilau    | Minsk CC                     |
| 3     | Coppa della Pace                             | Italie    | 1.2    | Matteo Sobrero        | Dimension Data-Qhubeka       |
| 3     | Grand Prix de Lugano                         | Suisse    | 1.1    | Hermann Pernsteiner   | Bahrain-Merida               |
| 3     | Memorial Philippe Van Coningsloo             | Belgique  | 1.2    | Gustav Höög           | Coop                         |
| 3     | Horizon Park Race Classic                    | Ukraine   | 1.2    | Branislau Samoilau    | Minsk CC                     |
| 7-16  | Giro Ciclistico d'Italia                     | Italie    | 2.2U   | Aleksandr Vlasov      | Russie                       |
| 7     | GP du canton d'Argovie                       | Suisse    | 1.HC   | Alexander Kristoff    | UAE Emirates                 |
| 7-10  | Ronde de l'Oise                              | France    | 2.2    | Henrik Evensen        | Joker Icopal                 |
| 8-10  | Tour of Malopolska                           | Pologne   | 2.2    | Amaro Antunes         | CCC Sprandi Polkowice        |
| 8-10  | Tour de Serbie                               | Serbie    | 2.2    | Nicolás Tivani        | Trevigiani-Phonix-Hemus 1896 |
| 9     | Dwars door de Vlaamse Ardennen               | Belgique  | 1.2    | Robby Cobbaert        | Cibel-Cebon                  |
| 10    | Rund um Köln                                 | Allemagne | 1.1    | Sam Bennett           | Bora-Hansgrohe               |
| 10    | Ronde van Limburg                            | Belgique  | 1.1    | Mathieu van der Poel  | Corendon-Circus              |
| 10    | Midden-Brabant Poort Omloop                  | Pays-Bas  | 1.2    | Julius van den Berg   | SEG Racing Academy           |
| 13-17 | Tour de Slovénie                             | Slovénie  | 2.1    | Primož Roglič         | Lotto NL-Jumbo               |
| 14-17 | Oberösterreichrundfahrt                      | Autriche  | 2.2    | Stephan Rabitsch      | Felbermayr Simplon Wels      |
| 14-17 | Route d'Occitanie                            | France    | 2.1    | Alejandro Valverde    | Movistar                     |
| 15    | À travers le Hageland                        | Belgique  | 1.1    | Krists Neilands       | Israel Cycling Academy       |
| 16    | Fyen Rundt                                   | Danemark  | 1.1    | Mads Pedersen         | Trek-Segafredo               |
| 16    | Memorial im. J. Grundmanna J. Wizowskiego    | Pologne   | 1.2    | Lukasz Owsian         | CCC Sprandi Polkowice        |
| 17    | Elfstedenronde                               | Belgique  | 1.1    | Adam Blythe           | Aqua Blue Sport              |
| 17    | Grand Prix Horsens                           | Danemark  | 1.1    | Herman Dahl           | Joker Icopal                 |
| 17    | Grand Prix Doliny Baryczy Milicz             | Pologne   | 1.2    | Kamil Małecki         | CCC Sprandi Polkowice        |
| 18-21 | Tour of Mevlana                              | Turquie   | 2.2    | Onur Balkan           | Torku Şekerspor              |
| 19    | Halle-Ingooigem                              | Belgique  | 1.1    | Danny van Poppel      | Lotto NL-Jumbo               |
| 20-24 | Adriatica Ionica Race                        | Italie    | 2.1    | Iván Sosa             | Androni Giocattoli-Sidermec  |
| 21-24 | Tour de Savoie Mont-Blanc                    | France    | 2.2    | Riccardo Zoidl        | Felbermayr Simplon Wels      |
| 24    | Paris-Chauny                                 | France    | 1.1    | Ramon Sinkeldam       | Groupama-FDJ                 |
| 27    | Internationale Wielertrofee Jong Maar Moedig | Belgique  | 1.2    | Jérôme Baugnies       | Wanty-Groupe Gobert          |
| 30    | Circuit Het Nieuwsblad espoirs               | Belgique  | 1.2U   | Erik Nordsæter Resell | Uno-X Norwegian Development  |

### Juillet
| Date  | Course                                            | Pays     | Classe | Vainqueur             | Équipe                       |
| ----- | ------------------------------------------------- | -------- | ------ | --------------------- | ---------------------------- |
| 3     | Trofeo Città di Brescia                           | Italie   | 1.2    | Filippo Rocchetti     | Colpack                      |
| 4-7   | Course de Solidarność et des champions olympiques | Pologne  | 2.2    | Sylwester Janiszewski | Wibatech 7R Fuji             |
| 5-8   | Sibiu Cycling Tour                                | Roumanie | 2.1    | Iván Sosa             | Androni Giocattoli-Sidermec  |
| 7     | Grand Prix Jean-Pierre Monseré                    | Belgique | 1.1    | André Looij           | Monkey Town Continental      |
| 7-14  | Tour d'Autriche                                   | Autriche | 2.HC   | Ben Hermans           | Israel Cycling Academy       |
| 8     | Giro del Medio Brenta                             | Italie   | 1.2    | Alexander Evtushenko  | Lokosphinx                   |
| 8     | Mémorial Albert Fauville                          | Belgique | 1.2    | Aksel Nõmmela         | BEAT                         |
| 8     | Grand Prix de la ville de Nogent-sur-Oise         | France   | 1.2    | Julien Antomarchi     | Roubaix Lille Métropole      |
| 10-15 | Tour de la Vallée d'Aoste                         | Italie   | 2.2U   | Vadim Pronskiy        | Astana City                  |
| 12-15 | Trophée Joaquim-Agostinho                         | Portugal | 2.2    | José Fernandes        | W52-FC Porto                 |
| 18-22 | Grande Premio Nacional 2 de Portugal              | Portugal | 2.2    | Mario González Salas  | Sporting-Tavira              |
| 22    | Grand Prix de la ville de Pérenchies              | France   | 1.2    | Kenny Dehaes          | WB-Aqua Protect-Veranclassic |
| 22    | V4 Special Series Debrecen - Ibrany               | Hongrie  | 1.2    | Péter Kusztor         | MyBike-Stevens               |
| 25-28 | Dookoła Mazowsza                                  | Pologne  | 2.2    | Szymon Sajnok         | CCC Sprandi Polkowice        |
| 25    | Classique d'Ordizia                               | Espagne  | 1.1    | Robert Power          | Mitchelton-Scott             |
| 26    | Grand Prix Pino Cerami                            | Belgique | 1.1    | Peter Kennaugh        | Bora-Hansgrohe               |
| 28-1  | Tour de Wallonie                                  | Belgique | 2.HC   | Tim Wellens           | Lotto-Soudal                 |
| 28-30 | Kreiz Breizh Elites                               | France   | 2.2    | Damien Touzé          | Saint Michel-Auber 93        |
| 29    | GP Kranj                                          | Slovénie | 1.2    | Daniel Auer           | WSA-Pushbikers               |
| 31    | Circuito de Getxo                                 | Espagne  | 1.1    | Alex Aranburu         | Caja Rural-Seguros RGA       |

### Août
| Date  | Course                                       | Pays      | Classe | Vainqueur            | Équipe                        |
| ----- | -------------------------------------------- | --------- | ------ | -------------------- | ----------------------------- |
| 1-5   | Tour du Danemark                             | Danemark  | 2.HC   | Wout van Aert        | Verandas Willems-Crelan       |
| 1-5   | Tour Alsace                                  | France    | 2.2    | Geoffrey Bouchard    | CR4C Roanne                   |
| 1-12  | Tour du Portugal                             | Portugal  | 2.1    | Joni Brandão         | Sporting-Tavira               |
| 3-12  | Tour cycliste international de la Guadeloupe | France    | 2.2    | Boris Carène         | Carène Cycling Développement  |
| 4     | Hansa Bygg Kalmar Grand Prix Road Race       | Suède     | 1.2    | Gustav Höög          | Suède                         |
| 5     | Polynormande                                 | France    | 1.1    | Pierre-Luc Périchon  | Fortuneo-Samsic               |
| 5     | Antwerpse Havenpijl                          | Belgique  | 1.2    | Tibo Nevens          | Home Solutions-Anmapa-Soenens |
| 7-11  | Tour de Burgos                               | Espagne   | 2.HC   | Iván Sosa            | Androni Giocattoli-Sidermec   |
| 8-11  | Tour de Szeklerland                          | Roumanie  | 2.2    | Nicolae Tanovitchii  | Novak                         |
| 9-12  | Czech Cycling Tour                           | Tchéquie  | 2.1    | Riccardo Zoidl       | Felbermayr Simplon Wels       |
| 11    | Memorial Henryka Lasaka                      | Pologne   | 1.2    | Mateusz Grabis       | Voster Uniwheels              |
| 11    | KOGA Slag om Norg                            | Pays-Bas  | 1.1    | Jan-Willem van Schip | Roompot-Nederlandse Loterij   |
| 12    | Puchar Uzdrowisk Karpackich                  | Pologne   | 1.2    | Maciej Paterski      | Wibatech Merx 7R              |
| 12    | Gran Premio di Poggiana                      | Italie    | 1.2U   | Robert Stannard      | Mitchelton-BikeExchange       |
| 14-19 | Tour de Hongrie                              | Hongrie   | 2.1    | Manuel Belletti      | Androni Giocattoli-Sidermec   |
| 15-18 | Tour du Limousin-Nouvelle-Aquitaine          | France    | 2.1    | Nicolas Edet         | Cofidis                       |
| 15-19 | Arctic Race of Norway                        | Norvège   | 2.HC   | Sergey Chernetskiy   | Astana                        |
| 16    | Gran Premio Capodarco                        | Italie    | 1.2U   | Einer Rubio          | Vejus-TMF-Cicli Magnum        |
| 21-26 | Baltic Chain Tour                            | Estonie   | 2.2    | Emīls Liepiņš        | ONE                           |
| 21-24 | Tour Poitou-Charentes en Nouvelle-Aquitaine  | France    | 2.1    | Arnaud Démare        | Groupama-FDJ                  |
| 21    | Grand Prix des Marbriers                     | France    | 1.2    | Jon Mould            | JLT Condor                    |
| 21    | GP Stad Zottegem                             | Belgique  | 1.1    | Jérôme Baugnies      | Wanty-Groupe Gobert           |
| 22    | Arnhem Veenendaal Classic                    | Pays-Bas  | 1.1    | Dylan Groenewegen    | Lotto NL-Jumbo                |
| 23-26 | Tour d'Allemagne                             | Allemagne | 2.1    | Matej Mohorič        | Bahrain-Merida                |
| 24    | Great War Remembrance Race                   | Belgique  | 1.1    | Mihkel Räim          | Israel Cycling Academy        |
| 25    | Circuit Mandel-Lys-Escaut                    | Belgique  | 1.1    | Wouter Wippert       | Roompot-Nederlandse Loterij   |
| 26    | Schaal Sels                                  | Belgique  | 1.1    | Timothy Dupont       | Wanty-Groupe Gobert           |
| 26    | Croatie-Slovénie                             | Slovénie  | 1.2    | Dušan Rajović        | Adria Mobil                   |
| 26    | Ronde van Midden-Nederland                   | Pays-Bas  | 1.2    | Casper von Folsach   | ColoQuick                     |
| 29    | Druivenkoers-Overijse                        | Belgique  | 1.1    | Xandro Meurisse      | Wanty-Groupe Gobert           |
| 31    | Hafjell GP                                   | Norvège   | 1.2    | Martin Toft Madsen   | BHS-Almeborg Bornholm         |

### Septembre
| Date  | Course                                     | Pays        | Classe | Vainqueur                        | Équipe                            |
| ----- | ------------------------------------------ | ----------- | ------ | -------------------------------- | --------------------------------- |
| 1     | Brussels Cycling Classic                   | Belgique    | 1.HC   | Pascal Ackermann                 | Bora-Hansgrohe                    |
| 1     | Lillehammer GP                             | Norvège     | 1.2    | Alexander Kamp                   | Waoo                              |
| 2     | Grand Prix de Fourmies                     | France      | 1.HC   | Pascal Ackermann                 | Bora-Hansgrohe                    |
| 2     | Antwerp Port Epic                          | Belgique    | 1.1    | Guillaume Van Keirsbulck         | Wanty-Groupe Gobert               |
| 2     | Gylne Gutuer                               | Norvège     | 1.2    | Jasper Philipsen                 | Hagens Berman-Axeon               |
| 2-9   | Tour de Grande-Bretagne                    | Royaume-Uni | 2.HC   | Julian Alaphilippe               | Quick-Step Floors                 |
| 5-9   | Okolo Jižních Čech / Tour of South Bohemia | Tchéquie    | 2.2    | Michael Kukrle                   | Elkov-Author                      |
| 6-8   | Tour du Frioul-Vénétie julienne            | Italie      | 2.2    | Tadej Pogačar                    | Ljubljana Gusto Xaurum            |
| 9     | Tour du Doubs                              | France      | 1.1    | Julien Simon                     | Cofidis                           |
| 9     | Chrono Champenois Masculin International   | France      | 1.2    | Martin Madsen                    | BHS-Almeborg Bornholm             |
| 11-16 | Olympia's Tour                             | Pays-Bas    | 2.2U   | Julius Johansen                  | ColoQuick                         |
| 12    | Grand Prix de Wallonie                     | Belgique    | 1.1    | Jasper Stuyven                   | Trek-Segafredo                    |
| 12-16 | Tour de Slovaquie                          | Slovaquie   | 2.1    | Julian Alaphilippe               | Quick-Step Floors                 |
| 13-16 | Tour de Cappadoce                          | Turquie     | 2.2    | Alexandr Ovsyannikov             | Vino-Astana Motors                |
| 14    | Championnat des Flandres                   | Belgique    | 1.1    | Dylan Groenewegen                | Lotto NL-Jumbo                    |
| 15    | Primus Classic                             | Belgique    | 1.HC   | Taco van der Hoorn               | Roompot-Nederlandse Loterij       |
| 15    | Coppa Agostoni                             | Italie      | 1.1    | Gianni Moscon                    | Sky                               |
| 16    | Raiffeisen Grand Prix                      | Autriche    | 1.2    | Maciej Paterski                  | Wibatech Merx 7R                  |
| 16    | Coppa Bernocchi                            | Italie      | 1.1    | Sonny Colbrelli                  | Bahrain-Merida                    |
| 16    | Grand Prix Jef Scherens                    | Belgique    | 1.1    | Jasper Stuyven                   | Trek-Segafredo                    |
| 19    | Tour de Toscane                            | Italie      | 1.1    | Gianni Moscon                    | Sky                               |
| 19    | Circuit du Houtland                        | Belgique    | 1.1    | Jonas Van Genechten              | Vital Concept                     |
| 19-23 | Tour de Roumanie                           | Roumanie    | 2.2    | Serghei Tvetcov                  | UnitedHealthcare                  |
| 20    | Coppa Sabatini                             | Italie      | 1.1    | Juan José Lobato                 | Nippo-Vini Fantini-Europa Ovini   |
| 22    | Mémorial Marco Pantani                     | Italie      | 1.1    | Davide Ballerini                 | Androni Giocattoli-Sidermec       |
| 22    | Tour de l'Eurométropole                    | Belgique    | 1.HC   | Mads Pedersen                    | Trek-Segafredo                    |
| 23    | Trophée Matteotti                          | Italie      | 1.1    | Davide Ballerini                 | Androni Giocattoli-Sidermec       |
| 23    | Tour du Gévaudan Occitanie                 | France      | 2.2    | Jaakko Hänninen                  | EC Saint-Étienne Loire            |
| 23    | Grand Prix d'Isbergues                     | France      | 1.1    | Philippe Gilbert                 | Quick-Step Floors                 |
| 23    | Duo normand                                | France      | 1.1    | Martin Toft Madsen Rasmus Quaade | BHS-Almeborg Bornholm             |
| 23    | Gooikse Pijl                               | Belgique    | 1.1    | Jordi Meeus                      | SEG Racing Academy                |
| 25    | Ruota d'Oro                                | Italie      | 1.2U   | Samuele Zoccarato                | ASD Bottoli General Store Zardini |
| 27    | Famenne Ardenne Classic                    | Belgique    | 1.1    | Guillaume Boivin                 | Israel Cycling Academy            |
| 27-30 | Tour de la mer Noire                       | Turquie     | 2.2    | Ramūnas Navardauskas             | Lituanie                          |

### Octobre
| Date | Course                     | Pays      | Classe | Vainqueur            | Équipe                  |
| ---- | -------------------------- | --------- | ------ | -------------------- | ----------------------- |
| 2    | Binche-Chimay-Binche       | Belgique  | 1.1    | Danny van Poppel     | Lotto NL-Jumbo          |
| 3    | Tour de Münster            | Allemagne | 1.HC   | Max Walscheid        | Sunweb                  |
| 4    | Paris-Bourges              | France    | 1.1    | Valentin Madouas     | Groupama-FDJ            |
| 6    | Tour d'Émilie              | Italie    | 1.HC   | Alessandro De Marchi | BMC Racing              |
| 6    | Tour de Vendée             | France    | 1.1    | Nico Denz            | AG2R La Mondiale        |
| 7    | Grand Prix Bruno Beghelli  | Italie    | 1.HC   | Bauke Mollema        | Trek-Segafredo          |
| 7    | Paris-Tours                | France    | 1.HC   | Søren Kragh Andersen | Sunweb                  |
| 7    | Paris-Tours espoirs        | France    | 1.2U   | Marten Kooistra      | SEG Racing Academy      |
| 7    | Tour de Lombardie amateurs | Italie    | 1.2U   | Andrea Bagioli       | Team Colpack            |
| 9    | Trois vallées varésines    | Italie    | 1.HC   | Toms Skujiņš         | Trek-Segafredo          |
| 10   | Milan-Turin                | Italie    | 1.HC   | Thibaut Pinot        | Groupama-FDJ            |
| 11   | Tour du Piémont            | Italie    | 1.HC   | Sonny Colbrelli      | Bahrain-Merida          |
| 13   | Tacx Pro Classic           | Pays-Bas  | 1.1    | Peter Schulting      | Monkey Town Continental |
| 13   | Flèche côtière             | Belgique  | 1.2    | Timothy Stevens      | Cibel-Cebon             |
| 14   | Chrono des Nations         | France    | 1.1    | Martin Toft Madsen   | BHS-Almeborg Bornholm   |
| 14   | Chrono des Nations espoirs | France    | 1.2U   | Mathias Norsgaard    | Riwal CeramicSpeed      |

### Épreuves annulées
| Date          | Course                              | Pays        | Classe | Cause                                              | Cause                                              |
| ------------- | ----------------------------------- | ----------- | ------ | -------------------------------------------------- | -------------------------------------------------- |
| 1er avril     | Vuelta Ciclista a La Rioja          | Espagne     | 1.1    | Annulé pour des raisons économiques                | Annulé pour des raisons économiques                |
| mai           | Grand Prix de la Somme              | France      | 1.1    | Annulé en raison du passage du Tour de France 2018 | Annulé en raison du passage du Tour de France 2018 |
| 8 mai         | Baku-Khizi Eco                      | Azerbaïdjan | 1.1    | Annulé pour des raisons économiques                | Annulé pour des raisons économiques                |
| 9-13 mai      | Tour d'Azerbaïdjan                  | Azerbaïdjan | 2.1    | Annulé pour des raisons économiques                | Annulé pour des raisons économiques                |
| 14-20 mai     | Tour d'Ukraine                      | Ukraine     | 2.2    | Annulé                                             | Annulé                                             |
| 19 mai        | New Energy Tour                     | Pays-Bas    | 1.1    | Annulé                                             | Annulé                                             |
| 13-17 juin    | Ster ZLM Toer - GP Jan van Heeswijk | Pays-Bas    | 2.1    | Annulé pour des raisons économiques                | Annulé pour des raisons économiques                |
| 18 août       | Puchar MON                          | Pologne     | 1.2    | Annulé pour des raisons économiques                | Annulé pour des raisons économiques                |
| 1-9 septembre | Tour de Bulgarie                    | Bulgarie    | 2.2    | Non-organisé                                       | Non-organisé                                       |
| 2 septembre   | Kernen Omloop Echt-Susteren         | Pays-Bas    | 1.2    | Annulé                                             | Annulé                                             |

## Classements
- Note: classements définitifs au 21 octobre[8],[9]

| #  | Coureur              | Équipe                        | Pts.   |
| -- | -------------------- | ----------------------------- | ------ |
| 1  | Hugo Hofstetter      | Cofidis                       | 1028   |
| 2  | Pascal Ackermann     | Bora-Hansgrohe                | 1020   |
| 3  | Timothy Dupont       | Wanty-Groupe Gobert           | 996    |
| 4  | Alejandro Valverde   | Movistar                      | 959    |
| 5  | Tim Wellens          | Lotto-Soudal                  | 831    |
| 6  | Andrea Pasqualon     | Wanty-Groupe Gobert           | 801    |
| 7  | Sonny Colbrelli      | Bahrain-Merida                | 742,8  |
| 8  | Thibaut Pinot        | Groupama-FDJ                  | 715    |
| 9  | Fabio Jakobsen*      | Quick-Step Floors             | 682    |
| 10 | Kenny Dehaes         | WB-Aqua Protect-Veranclassic  | 673    |
| 11 | Iván Sosa*           | Androni Giocattoli-Sidermec   | 661    |
| 12 | Dylan Groenewegen    | Lotto NL-Jumbo                | 639    |
| 13 | Jasper Stuyven       | Trek-Segafredo                | 634    |
| 14 | Mathieu van der Poel | Corendon-Circus               | 633    |
| 15 | Eduard Prades        | Euskadi Basque Country-Murias | 629    |
| 16 | Matej Mohorič        | Bahrain-Merida                | 623    |
| 17 | Lilian Calmejane     | Direct Énergie                | 619    |
| 18 | Danny van Poppel     | Lotto NL-Jumbo                | 614,27 |
| 19 | Jan Tratnik          | CCC Sprandi Polkowice         | 611,71 |
| 20 | Davide Ballerini     | Androni Giocattoli-Sidermec   | 604    |

| #  | Équipe                          | Pts.    |
| -- | ------------------------------- | ------- |
| 1  | Wanty-Groupe Gobert             | 4043    |
| 2  | Cofidis                         | 3434    |
| 3  | Androni Giocattoli-Sidermec     | 3012    |
| 4  | Direct Énergie                  | 2846    |
| 5  | Roompot-Nederlandse Loterij     | 2747    |
| 6  | CCC Sprandi Polkowice           | 2304,97 |
| 7  | Israel Cycling Academy          | 2266,71 |
| 8  | Sport Vlaanderen-Baloise        | 2007    |
| 9  | Nippo-Vini Fantini-Europa Ovini | 1956,2  |
| 10 | WB-Aqua Protect-Veranclassic    | 1840    |

| #  | Pays      | Pts.    |
| -- | --------- | ------- |
| 1  | Belgique  | 5489    |
| 2  | Italie    | 5335,8  |
| 3  | France    | 5111    |
| 4  | Pays-Bas  | 4410,12 |
| 5  | Espagne   | 4134    |
| 6  | Allemagne | 3877,14 |
| 7  | Slovénie  | 2812,71 |
| 8  | Danemark  | 2679,92 |
| 9  | Suisse    | 2343,83 |
| 10 | Pologne   | 2107,84 |

| #  | Pays      | Pts.    |
| -- | --------- | ------- |
| 1  | Pays-Bas  | 1830,22 |
| 2  | Belgique  | 1639,17 |
| 3  | France    | 1549    |
| 4  | Danemark  | 1255,5  |
| 5  | Italie    | 1121    |
| 6  | Allemagne | 846     |
| 7  | Suisse    | 843     |
| 8  | Slovénie  | 818     |
| 9  | Norvège   | 740.46  |
| 10 | Pologne   | 717.71  |